# Pampow
Pampow est une commune allemande du Mecklembourg appartenant à l'arrondissement de Ludwigslust-Parchim (Mecklembourg-Poméranie-Occidentale).

## Géographie
Le territoire de la commune est délimité à l'est par celui de la ville de Schwerin. De vastes étendues de prés montent vers le nord.

## Historique
L'endroit a été mentionné pour la première fois en 1265.
L'église luthérienne-évangélique de Pampow a été construite en style néogothique selon les plans de Gotthilf Ludwig Möckel en 1896-1898. Elle comporte une petite sacristie du côté sud et elle possède un clocher de quarante-deux mètres de hauteur de base rectangulaire. La cloche, datant de 1781, remonte à l'ancienne église.
Le village est depuis les années 1990 de plus en plus peuplé de « rurbains » travaillant à Schwerin.